# آقای مادر
آقای مادر (به انگلیسی: Mr. Mom) فیلمی کمدی محصول سال ۱۹۸۳ و به کارگردانی استن دراگوتی است که توسط استودیو قرن بیستم منتشر شد. در این فیلم بازیگرانی همچون مایکل کیتون، تری گار، مارتین مول، آن جیلیان، کریستوفر لوید، فردریک کوهلر، تالیسین جفی، جفری تامبر، گراهام جارویس، میریام فلین، کارولین سیمور ایفای نقش کرده‌اند.
فیلم به طور کلی نقد‌های مثبتی از سوی منتقدان دریافت کرد و اجرای مایکل کیتون و تری گار ستوده شد. فیلم همچنین در گیشه انتظارات را برآورده‌کرد و بیش از ۶۴ میلیون دلار فروش رفت.

## داستان
پس از بحران اقتصادی سال ۱۹۸۰ جک، که یک مهندس اتوموبیل است از کار بی‌کار می‌شود. وقتی همسرش، کارولاین، کار پیدا می‌کند و به نان‌آور خانواده تبدیل می‌شود، جک مجبور می‌شود مسئولیت‌های او در خانه را به‌عهده بگیرد و به آقای مادر تبدیل شود.

## بازیگران
- مایکل کیتون در نقش جک باتلر
- تری گار در نقش کارولاین باتلر
- فردریک کوهلر در نقش الکس باتلر
- آن جیلیان در نقش جوآن
- کریستوفر لوید در نقش لری
- جفری تامبر در نقش جینکس
- مارتین مول در نقش رون ریچاردسون
- گراهام جارویس در نقش هاوارد
- میریام فلین در نقش آنت
- کارولین سیمور در نقش ایو